# Хлоропластни геном
Хлоропластни геном представља ДНК хлоропласта која се репликује независно од репликације једарне ДНК. Слична је прокариотској ДНК (нуклеоиду) јер је у облику прстена (циркуларна). Количина хлоропластне ДНК (cpDNA) може да варира у зависности од биолошке врсте и креће се од 2 до 5 х 10-15 g. Садржи два региона са инвертованим поновцима који одвајају кратки (SSC) и дужи низ гена (LSC). Међу значајнијим генима у геному пластида налазе се гени за рибулозо-бисфосфат карбоксилазу оксигеназу (RuBisCO).